# أونست تي
أونست تي Honest Tea شركة شاي مثلج أمريكية، مقرها في بيثزدا في ولاية ميريلاند الأمريكية.
أسسها سيث غولدمان وباري نيلبوف في عام 1998.
وهي شركة تابعة لشركة كوكاكولا.